# 查理·奧海根
查理·奧海根（Charles O'Hagan，1881年7月28日—1931年7月1日）是諾域治的前領隊。
他是諾域治的第六任領隊，領導球隊進行在1920年至1921年之間的21場比賽，得到4勝8負9和的成績。。